# محمد أمين حيدر
محمد أمين حيدر العولقي  هو لاعب كرة قدم سعودي ولد عام 1980 في مدينة جدة في حي البوادي.
كان لاعبا لنادي الاتحاد السعودي. ونادي القادسية السعودي .سبق وان شارك مع المنتخب السعودي في نهائيات كأس العالم 2006. كان يلعب في مركز الجناح الأيمن أو الهجوم.
يعد حي الصفاء هي بداية انطلاقته الكروية لنادي الاتحاد السعودي ومن أبرز الألقاب التي حصل فيها مع نادي الاتحاد هو كأس دوري ابطال آسيا.

## وصلات خارجية
- محمد أمين الغامدي على موقع الاتحاد الدولي (مؤرشف)  (الإنجليزية)
- محمد أمين الغامدي على موقع ناشيونال فوتبول تيمز (الإنجليزية)